# Dismorphia altis
Dismorphia altis är en fjärilsart som beskrevs av Anton Heinrich Fassl 1910. Dismorphia altis ingår i släktet Dismorphia och familjen vitfjärilar.
Artens utbredningsområde är Colombia. Inga underarter finns listade i Catalogue of Life.